# Waders
Waders er vandtætte søstøvler, som går fra fødderne til brystet, holdt oppe ved hjælp af seler, hvilket gør det muligt at vade i vand til brysthøjde.
Waders har en bred anvendelse, blandt andet ved jagt på svømmefugle, fiskeri, leg med modelbåde, kloakarbejde, dambrugsarbejde og andre vandrelaterede erhverv og hobbyer.
Waders er oprindeligt fremstillet af vulkaniseret gummi. Støvlen fremstilles for nuværende hovedsageligt af PVC, neopren og Gore-Tex.

## Typer af waders
Der skelnes mellem 3 typer af waders: åndbare waders, neopren-waders og PVC-waders. PVC-waders anvendes i sommerhalvåret, og  neopren-waders anvendes i vinterhalvåret.